# Myiothlypis fulvicauda
La reinita culiparda, reinita lomihabana, reinita guardaribera o arañero ribereño (Myiothlypis fulvicauda) es una especie de ave paseriforme de la familia Parulidae propia de América del Sur y Central. 

## Distribución y hábitat
Se encuentra en Brasil, Colombia, Costa Rica, Ecuador, Honduras, Nicaragua, Panamá y el Perú.
Vive cerca del agua, a lo largo de quebradas sombreadas o en los bancos de los ríos más anchos, a menos de 1.500 m de altitud.

## Descripción
Mide 13 cm de longitud y pesa 14,5 g. Presentan el píleo color verde oliva tiznado oscuro, con cejas ante opaco, franja ocular fusca y la cara oliva oscuro con listado anteado fino; la espalda y los hombros son oliva oscuro; las alas y la parte distal de la cola negruzcas; las coberteras supra e infracaudales y la mitad basal de la cola son ante amarillento. Las partes inferiores son blancuzcas opacas o con manchas indistintas en el pecho y el costado entre grisáceas y oliva anteado; los flancos son entre oliva opaco y marrón anteado. La cola es más bien ancha, la rabadilla y la base de la cola son pálidas y contrastan con la punta oscura. El pico es negro y las patas son relativamente largas, entre fuscas y cuerno amarillento.

## Alimentación
Se alimentan de diversos invertebrados que atrapan en las riberas o los caminos. También cazan en vuelo a los insectos.

## Reproducción
Cada pareja es estable y acostumbra defender un territorios lineal a lo largo de todo el año. Su nido es tiene forma de domo u horno voluminoso, construido con materiales vegetale y forrado con fibras finas desmenuzadas y fragmentos de esqueletos de hojas; tiene una entrada amplia dirigida hacia afuera. Lo ubican sobre un barranco empinado, con frecuencia cerca de una quebrada o trocha. La hembra pone 2 huevos blancos y lustrosos, con manchas y color castaño o rufo. La incubación dura 16 a 17 días y los pichones permanecen en el nido 13 a 14 días.

## Subespecies
Se han registrado seis subespecies.
- M.f. fulvicauda, del noroccidente de la Amazonia, en Colombia, Ecuador, Perú y Brasil.
- M. f. semicervina, se encuentra desde el oriente de Panamá y el Chocó hasta el noroccidente del Perú.
- M. f. motacilla, en el valle del Magdalena en Colombia.
- M. f. leucopygia, en el litoral Caribe de Centroamérica.
- M. f. veraguensis, en el litoral del Pacífico en Centroamérica.
- M. f. significans del suroriente del Perú y oeste del Brasil hasta el nororiente de Bolivia.[5][6]